# Baron (Gard)
Baron is een gemeente in het Franse departement Gard (regio Occitanie) en telt 229 inwoners (1999). De plaats maakt deel uit van het arrondissement Nîmes.

## Geografie
De oppervlakte van Baron bedraagt 10,0 km², de bevolkingsdichtheid is 22,9 inwoners per km².
De onderstaande kaart toont de ligging van Baron (Gard) met de belangrijkste infrastructuur en aangrenzende gemeenten.

## Demografie
Onderstaande figuur toont het verloop van het inwonertal (bron: INSEE-tellingen).